# Ophiarachnella semicincta
Ophiarachnella semicincta är en ormstjärneart som först beskrevs av Studer 1882.  Ophiarachnella semicincta ingår i släktet Ophiarachnella och familjen Ophiodermatidae. Inga underarter finns listade i Catalogue of Life.